# 湖北省公安厅
湖北省公安厅是中华人民共和国湖北省人民政府主管公安工作的组成部门，是全省公安工作的领导机关和指挥机关。

## 历史沿革
1949年7月，成立湖北省人民政府公安厅（对内称中共湖北省委社会部），内设秘书、机要、干部、治安、政保、机关保卫、审讯、总务等机构。1955年改称湖北省公安厅。厅址最初设在武昌彭刘杨路12号，1958年迁至武昌傅家坡。
1967年3月，中国人民解放军进驻湖北省公安厅，成立湖北省公安厅“抓革命，促生产”临时领导小组。1968年1月，成立中国人民解放军湖北省公安机关军事管制委员会。军事管制委员会下设政工、办事、政保、治保、审批、改造等组。1972年10月，军管结束，成立湖北省革命委员会公安局，恢复建制。
1981年1月，根据公安部《关于全国公安机关名称的通知》的规定，湖北省公安局更名为湖北省公安厅。

## 机构设置
根据2018年通过的《湖北省机构改革方案》，湖北省公安厅设有以下机构：
- 公安交通管理局
- 监所管理总队
- 网络安全保卫总队
- 出入境管理局
- 禁毒总队
- 刑事侦查总队
- 治安总队
- 经济犯罪侦查总队
- 反恐怖工作总队
- 警务督察总队
- 警务保障处
- 政治部
- 审计处
- 纪委、监察室
- 装备财务处
- 信访处
- 科技信息处
- 指挥情报中心
- 法制处
- 研究室
- 特勤局
- 办公室

## 历任领导
历任厅长
| 姓名   | 任期                         | 注释  |
| ------ | ---------------------------- | ----- |
|        |                              |       |
| 田期玉 | 1987年5月－1992年3月         |       |
| 刘荣礼 | 1993年7月－1998年2月         |       |
| 陈训秋 | 1998年11月－2003年4月        |       |
| 郑少三 | 2003年5月－2008年1月15日     | [ 3 ] |
| 吴永文 | 2008年1月15日－2012年9月     |       |
| 曾欣   | 2012年9月29日－2020年7月24日 | [ 4 ] |
| 徐文海 | 2020年7月24日－              |       |